# Sabatieria hilarula
Sabatieria hilarula är en rundmaskart som beskrevs av De Man 1922. Sabatieria hilarula ingår i släktet Sabatieria och familjen Comesomatidae. Inga underarter finns listade i Catalogue of Life.